# Новошипуново
Новошипуно́во — село в Краснощёковском районе Алтайского края. Административный центр Новошипуновского сельсовета.

## История
Основано в 1785 году Федором Шипуновым, переселенцем из деревни Бестужева Чарышской волости Томской губернии.
Согласно ревизской сказке, составленной писцом Чарышской земской избы Василием Суворовым, в январе 1795 года, «… деревня Новая Шипунова заведена в 1785 году (когда) … переехали (сюда) из разных селений той же слободы … крестьяне».
В 1928 г. состояло из 765 хозяйств, основное население — русские. В административном отношении являлось центром Ново-Шипуновского сельсовета Покровского района Рубцовского округа Сибирского края.

## Население
| 1926  | 1997  | 1998  | 1999  | 2000  | 2001  | 2002  | 2003  | 2004  |
| ----- | ----- | ----- | ----- | ----- | ----- | ----- | ----- | ----- |
| 4345  | ↘1630 | ↘1606 | ↘1580 | ↘1521 | ↗1528 | ↘1478 | ↘1471 | ↘1426 |
| 2005  | 2006  | 2007  | 2008  | 2009  | 2010  | 2011  | 2012  | 2013  |
| ↘1391 | ↘1383 | ↗1389 | ↘1357 | ↘1355 | ↘1323 | ↘1315 | ↘1272 | ↘1242 |
| 2014  | 2015  | 2016  | 2017  | 2018  | 2019  | 2020  | 2021  |       |
| ↘1209 | ↘1193 | ↘1177 | ↘1169 | ↘1147 | ↘1126 | ↘1097 | ↘1070 |       |